# Lavandula multifida
Lavandula multifida és una espècie de planta del gènere de l'espígol originària del sud de la conca del Mediterrani, incloent parts de la península Ibèrica, Sicília i les Illes Canàries.
Les seves tiges són grises i llanoses; les fulles són doblement pinnades. Les flors són de color blau fosc o viola i sorgeixen d'una tija llarga.
Es cultiva com a condiment i com a planta ornamental. Entre els seus cultivars s'inclou l'anomenat Spanish Eyes.